# Катаева, Лариса Петровна
Лари́са Ката́ева (псевдоним Ларисы Петровны Степановой; род. 20 декабря 1947, село Качиры, Павлодарская область, Казахская ССР, СССР) — советская и российская поэтесса, прозаик, журналистка, редактор.

## Биография
Родилась 20 декабря 1947 года в селе Качиры Павлодарской области Казахстана в семье служащего, участника Второй мировой войны Петра Андреевича и Антониды Семёновны. В семилетнем возрасте переехала вместе с семьёй в Абакан. В раннем возрасте потеряла отца, умершего от ран. Была одной из семи детей; всем семерым, несмотря на преждевременную смерть мужа, мать смогла дать высшее образование.
После окончания абаканской школы № 11 поступила в Красноярское фармацевтическое училище, но, проучившись полгода, оставила его и в 1966—1967 годах работала воспитательницей в детских яслях. Была сотрудником газет «Орджоникидзевский рабочий» (1967—1969), «Путь к коммунизму» (1969—1972), «Народный учитель» (1972—1974). В 1975 году окончила филологический факультет Абаканского государственного педагогического института. В 1974—1995 годах работала редактором на комбинате торговой рекламы.
Как поэт начала печататься с 1965 года в газете «Советская Хакасия». Стихи и рассказы публиковались в областных и краевых газетах, коллективном сборнике «Встреча» Красноярского книжного издательства, альманахе «Енисей», журналах «Абакан литературный», «Хакасия». Автор 8 книг.
Живёт в Абакане.

### Дружба с Анатолием Кыштымовым
Была «открывателем» и другом хакасского поэта Анатолия Кыштымова (1953—1982), с которым познакомилась в журналистской командировке в родном селе Кыштымова Московское. После гибели Анатолия Кыштымова занималась его литературным наследием.

## Участие в творческих организациях
Член Союза писателей России, заместитель председателя правления Союза писателей Хакасии (с 1999).

## Почётные звания
- Заслуженный работник культуры Республики Хакасия[1].

### Публикации Ларисы Катаевой

#### Книги
- Таёжный хоровод: Книжка-раскраска. — Абакан: Хакасское книжное издательство, 1993. — 17 с. — 50000 экз. — (Соавтор М. В. Капсаргина).
- Зелёная вьюга: Повести и рассказы / Худож. Г. Степанов. — Абакан: Издательство Хакаского университета, 1996. — 118 с. — 1000 экз. — ISBN 5-7810-0013-5
- Полынь: Стихи и новеллы. — Абакан: Роса, 1998.
- Пламень Лотоса: Книга-эссе. Ч. 1. — Абакан: Роса, 1999.
- Пламень Лотоса: Книга-эссе. Ч. 2. — Абакан: Роса, 2000.
- Поэзия живописи. — Абакан, 2003.
- С тобой и без тебя. — Абакан, 2004.
- Серебряное веретено: Стихи. — Абакан, 2011.

### О Ларисе Катаевой
- Чупринин С. И. Катаева Лариса Петровна // Чупринин С. И. Новая Россия: мир литературы: Энциклопедический словарь-справочник: В 2 т. Т. 1: А-Л. — М.: Вагриус, 2003. — С. 604—605.
- Никитина Светлана. Серебряное веретено (недоступная ссылка) // Хакасия. — № 239 (22096). — 16 декабря 2011 года.